# Hans Joachim von Kleist (Landrat, 1685)
Hans Joachim von Kleist (* 1685; † 3. September 1753) war preußischer Hauptmann der Grenadiere und pommerscher Landrat.

## Leben

### Herkunft
Hans Joachim von Kleist war ein Angehöriger der hinterpommerschen Adelsfamilie von Kleist und Sohn des Jürgen von Kleist († 1718), Erbherrn auf Kowalk, Schmenzin und Dimkuhlen, und der Anna Ernestine von Zastrow aus dem Hause Wusterhanse († 1725).

### Werdegang
Kleist wurde am 28. Januar 1685 auf dem väterlichen Gut Kowalk getauft. Er trat in die Preußische Armee ein und nahm nach 18 Dienstjahren im Rang eines Grenadier-Hauptmanns seinen Abschied. Zunächst verdingte er sich als hinterpommerscher Kommissionsrat, seit dem 26. März 1714 als Regierungsrat ebenda. 1747 wurde er zum Landrat des Kreises Belgard-Polzin gewählt. Kleist war ebenfalls Domherr zu Cammin.
Obwohl Kleist vom Vater Gutsanteile zu Kowald und Schmenzin ererbt hatte, kam er erst mit seiner Heirat zu einigem Wohlstand und nennenswertem Besitz. Seine Frau trug ihm aus ihrer ersten Ehe die Güter Wusterbarth, Collatz, Heyde, Lasbeck und Siedkow zu. Ab 1715 erwarb Kleist noch Anteile an Groß Tychow, wo er schließlich seinen Wohnsitz nahm.

### Nachfolge
Nach dem Freiwerden der Landratsstelle des Kreises Belgard-Polzin wählten die Kreisstände zunächst Heinrich Wilhelm von Podewils († 1758) zum Landrat, was der König auch am 17. September 1753 bestätigte. Als jedoch bekannt wurde, dass es bei der Wahl zu Unregelmäßigkeiten gekommen war, musste der Wahlgang wiederholt werden. Dieses Mal kam das Landratsamt an Ernst Friedrich von Podewils (1718–1782), dem der König am 5. Februar 1754 die Einsetzung bestätigte.

### Familie
Kleist vermählte sich um 1713 mit Maria Agnisa von Kleist (1691–1759), Witwe des Balthasar Heinrich Christoph von Wolden († 1710), Tochter des Ewald Joachim von Kleist (1657–1716), Landrat des Kreises Belgard und der Hedwig Magdalena von Blanckenburg. Aus der Ehe gingen fünf Söhne und drei Töchter hervor:
1. Ewald Jürgen von Kleist (1713–1730)
2. Franz Lorenz von Kleist (1714–1767), Erbherr auf Siedkow ⚭ Anna Franziska von Kleist (1725–1802)
3. Dyonisius Wilhelm von Kleist († 1760), preußischer Kapitän
4. Hans Joachim von Kleist (1725–1789), preußischer Major, pommerscher Landrat und kaiserlicher Kreishauptmann ⚭ Maria Antoinetta von Münchow († 1795)
5. Rüdiger Christian von Kleist (1726–1778), preußischer Stabskapitän und Kompaniechef ⚭ Komtesse Sophia Magdalena von Mellin (1722–1807)
6. Johanna Augusta von Kleist ⚭ Friedrich Hoyer von Reinhardt († 1745), preußischer Oberstleutnant
7. Magdalena Luisa von Kleist (1729–1780) ⚭ Ernst Ewald von Kleist (* 1710; † ca. 1770), preußischer Major, Erbherr auf Dimkuhlen
8. Ilsa Maria von Kleist († 1776) ⚭ Erdmann Gottlieb von Kleist (1706–1758), preußischer Major und Kommandeur, Erbherr auf Groß Tychow[2]